# Namchi
Namchi è una città dell'India di 978 abitanti, capoluogo del distretto del Sikkim Meridionale, nello stato federato del Sikkim. In base al numero di abitanti la città rientra nella classe VI (meno di 5.000 persone).

## Geografia fisica
La città è situata a 27° 10' 0 N e 88° 20' 60 E e ha un'altitudine di 1.314 m s.l.m..

## Società

### Evoluzione demografica
Al censimento del 2001 la popolazione di Namchi assommava a 978 persone, delle quali 573 maschi e 405 femmine. I bambini di età inferiore o uguale ai sei anni assommavano a 92, dei quali 43 maschi e 49 femmine. Infine, coloro che erano in grado di saper almeno leggere e scrivere erano 760, dei quali 463 maschi e 297 femmine.